# 겐다 미노루
겐다 미노루(源田實, 1904년 8월 16일 ~ 1989년 8월 15일)는 일본의 해군 군인, 정치인이다.

## 생애
겐다 미노루는 히로시마 아키의 농가에서 태어나 1921년, 히로시마 제1중학을 졸업하였다. 그 후, 파일럿을 동경해 해군병학교에 입학하였다. 1924년 7월, 졸업 후 1928년 11월 30일 가스미가우라 항공대에 입대, 1929년 11월, 제19기 비행학생을 수료하였다.
1930년에 런던군축회의에 의해 주력함선의 군축이 행해지자, 그는 대함거포주의에 반대해 스스로 항공주병론자가 되었다. 그는 일본 각지에서 행하여진 행사에서 비행기를 직접 몰고 묘기를 부려 겐다 서커스단이라는 별명을 들었다.
1938년 11월 말, 그는 주 영국대사관 무관보좌관으로 파견되어 제2차 세계대전 초기의 항공전을 직접 목격하고 1940년 10월 귀국 후 11월에 중좌로 진급한다. 야마모토 이소로쿠(山本五十六)에게도 인정받은 겐다 미노루는 진주만 공격과 태평양 전쟁 초기에 인도양 작전 , 미드웨이 해전 등에서 항공참모로서 활약했다.
미드웨이 해전 뒤에 항공 모함 즈이가쿠의 비행장으로 단기 근무 후 대본영 군령부 제1과에 배속되어 제1 항공함대(기지항공대)의 편성과 가미카제 특공대라는 해군항공작전의 입안도 제출하였다.
일본이 연합군에게 제공권을 뺏긴 후, 1944년, 겐다는 항공기를 소집해 내지에 기지를 만든 후, 사령에 취임한다. 아이치현 마쓰야마 기지를 근거지로 한 제343해군항공대는 혁혁한 전공을 세운다. 그러나 미군의 폭격으로 피해를 본 후 종전 후 퇴역하게 된다.
1954년, 방위청에 들어가 항공막료간부장비부장, 초대 항공총사령, 제3 항공막료장에 취임한다. 1962년, 자민당에 입당해, 선거 출마로 참의원 5위로 당선되었다. 머리가 비상하고 카리스마가 있는 군인으로 정평이 난 그는 타인의 비평에도 굴하지 않았다.
또 이나가와 계열의 우익단체 대행사를 공공연히 지원해 우익폭력단과 유착했다는 비난도 받았다.